# Ceriana mastersi
Ceriana mastersi är en tvåvingeart som först beskrevs av Ferguson 1926.  Ceriana mastersi ingår i släktet griffelblomflugor, och familjen blomflugor. Inga underarter finns listade i Catalogue of Life.